# ストラヒニャ・タナシイェヴィッチ
ストラヒニャ・タナシイェヴィッチ（セルビア語: Страхиња Танасијевић, Strahinja Tanasijević、発音: [strǎxiɲa tanasǐːjeʋitɕ]、1997年6月12日 - ）は、セルビアのサッカー選手。ポジションはDF。

## クラブ歴
ベオグラードのムラデノヴァツ区に生まれ、地元のOFKムラデノヴァツでサッカーを始めた。2008年にFKラド・ベオグラードの下部組織に移り、2013年にスカラーシップ契約を締結、2015年に2年延長となった。2015-16シーズンにはUEFAユースリーグ 2015-16に出場し、セルビア・スーペルリーガの登録メンバーにもなったが後者では出場機会はなかった。2016年夏にサテライトチームのOFKジャルコヴォに期限付き移籍し選手となった。2017年夏にプロ契約を締結し、プレシーズンをラドのトップチームで過ごした。その後FKシュマディヤ・アランジェロヴァツに期限付き移籍したが、移籍市場の最終日に期限付き移籍は打ち切られてラドに戻った。同年10月にラドでプロデビューした。
2018年1月31日に買取オプションつきの半年の期限付き移籍でセリエAのACキエーヴォ・ヴェローナに加入した。セリエAでベンチ入りはしたものの出場機会はなかった。しかし6月14日にオプションは行使されて、2021年6月迄の契約を結んだ。2018-19シーズンには背番号を3番に変えた。
2019年7月19日にリーグ・ドゥのパリFCに1年の期限付き移籍で加入した。翌年はラドに期限付き移籍した。
2021年2月8日にFKチュカリチュキに完全移籍した。その後、FKムラドスト・ノヴィ・サド、FKスパルタク・スボティツァと渡り歩いた。
2024年2月5日、メジャーリーグサッカーのニューヨーク・シティFCと2025年までの契約を締結した。彼の移籍金は推定で35万ユーロとされている。

## 代表歴
2015年にU-19代表に招集されたが、出場機会はなかった。